# Calamagrostis nitidula
Calamagrostis nitidula är en gräsart som beskrevs av Pilg.. Calamagrostis nitidula ingår i släktet rör, och familjen gräs. Inga underarter finns listade i Catalogue of Life.